# Governador Valadares
Governador Valadares je grad u Brazilu. Nalazi se u saveznoj državi Minas Gerais. Prema procjeni iz 2007. u gradu je živjelo 260.396 stanovnika.

## Stanovništvo
Prema procjeni iz 2007. u gradu je živjelo 260.396 stanovnika.
| 1991.   | 2000.   |
| ------- | ------- |
| 230.524 | 247.131 |